# Malcolm Pearson

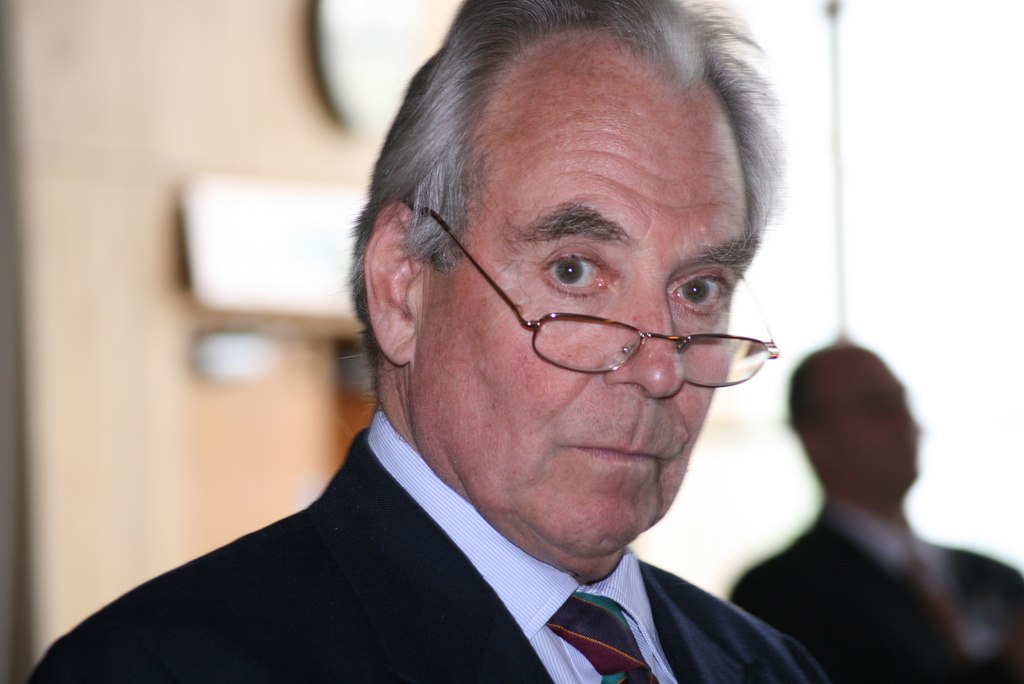
Malcolm Pearson

Malcolm Pearson, Baron Pearson of Rannoch (20 juli 1942) is een Brits zakenman en lid van het Britse Hogerhuis namens de United Kingdom Independence Party (UKIP).
Pearson staat bekend als Europascepticus en hij pleitte ook voor de terugtrekking van Groot-Brittannië uit de Europese Unie. Tevens was hij medeoprichter van de anti-Europese denktank Global Britain die campagne voert tegen de vermeende pro-Europese berichtgeving van de BBC.
In februari 2009 nodigde Lord Pearson Geert Wilders uit om zijn film Fitna te komen vertonen in het Britse Hogerhuis.